# Tarasa capitata
Tarasa capitata är en malvaväxtart som först beskrevs av Antonio José Cavanilles, och fick sitt nu gällande namn av D. M. Bates. Tarasa capitata ingår i släktet Tarasa och familjen malvaväxter. Inga underarter finns listade i Catalogue of Life.